# Kościelniki Średnie
Kościelniki Średnie (niem. Mittel-Steinkirch) – wieś w Polsce, na Śląsku, położona w województwie dolnośląskim, w powiecie lubańskim, w gminie Leśna.

## Położenie
Kościelniki Średnie to wieś o długości około 1,7 km będąca ogniwem długiego ciągu osadniczego, leżąca na Pogórzu Izerskim, u północno-zachodnich stóp zachodniego krańca Wzniesień Radoniowskich, na wysokości około 220–245 m n.p.m.

## Historia
W latach 1954–1972 wieś należała i była siedzibą władz gromady Kościelniki Średnie. W latach 1975–1998 miejscowość administracyjnie należała do województwa jeleniogórskiego.
We wsi był przystanek kolejowy Kościelniki Średnie.

## Zabytki
Do wojewódzkiego rejestru zabytków wpisane są obiekty:
- kościół romański pw. Najświętszej Marii Panny (ruina), z XIII wieku, przebudowany w XV i XVIII wieku[6] (2017 r. w trakcie renowacji). Pierwsze wzmianki dotyczące kościoła pochodzą z 1335 r., kiedy to został on uwzględniony w spisie wizytacyjnym jako Ecclesia Lapidea. W XV wieku zostało założone sklepienie gwiaździste nad prezbiterium datowane na 1454 r. (data umieszczona na sklepieniu). W XIX w. od strony północnej dostawiono zakrystię oraz kruchtę. Obydwa pomieszczenia przesklepione są kolebką z lunetami. Kościół przetrwał II wojnę światową w stosunkowo dobrym stanie, jednak wkrótce porzucony, ale do co najmniej 1987 roku posiadał dach, w późniejszym okresie doprowadzony do ruiny[7].
- cmentarz przykościelny
- ogrodzenie
- kościół ewangelicki, obecnie rzymskokatolicki pw. Podwyższenia Krzyża, z 1905 r.
- cmentarz ewangelicki (nieczynny), z 1827 r.
- zespół pałacowy (nr 9), z XVIII w., XIX w.
  - pałac z XVIII/XIX wieku, zaniedbany
  - park